# McBusted
I McBusted sono stati un supergruppo musicale pop punk britannico, composto dai quattro membri della band McFly (Tom Fletcher, Danny Jones, Dougie Poynter, Harry Judd) e da due dei tre membri dei Busted (James Bourne, Matt Willis). L'unico musicista dei due gruppi a non prendervi parte è stato il cantante dei Busted Charlie Simpson, impegnato come solista.
La prima idea del progetto musicale condiviso partì nel 2013 durante un tour dei McFly. Dalla loro istituzione, i McBusted intrapresero due imponenti tour sold out in tutto il Regno Unito, per un totale di 55 date, furono numero d'apertura durante due tour dei One Direction e pubblicarono un album omonimo, McBusted, che raggiunse la posizione numero 9 della classifica Official Albums Chart.
Il supergruppo si sciolse ufficialmente alla fine del 2015, quando i Busted annunciarono tramite una conferenza stampa di essersi riuniti, e che quindi il progetto McBusted era arrivato alla fine.

## Storia

### Formazione (2013)
Il 3 maggio 2013, la band britannica McFly, composta da Tom Fletcher, Danny Jones, Harry Judd e Dougie Poynter, era nel pieno del The Best of McFly Tour, all'arena O2 Apollo di Manchester.
James Bourne, ex componente del gruppo musicale pop rock Busted, e grande amico e mentore dei McFly, si presentò all'arena per vedere il concerto, e si recò nel backstage per salutare il gruppo. Quando i componenti dei McFly lo videro, gli proposero di salire sul palco, senza preparazione, e di improvvisare qualche canzone. Bourne accettò l'offerta, e suonò alcuni brani in versione acustica: Beautiful Girls Are The Loneliest, Everything I Knew e Year 3000. Il pubblico reagì all'esibizione di Bourne in maniera molto positiva.
Dopo il concerto, Bourne raggiunse i componenti dei McFly nell'albergo in cui alloggiavano. Il manager dei McFly, Matthew “Fletch” Fletcher, che era anche stato manager di Bourne ai tempi dei Busted, si unì a loro, presentando ai cinque musicisti una lunga lista di date, spiegando che se i McFly e Bourne fossero andati in tour insieme sarebbe stato un grande successo.
Per confermare la teoria, il 4 maggio 2013 Bourne fu fatto salire nuovamente sul palco e suonò i pezzi dei Busted Year 3000 e Meet You There, ottenendo nuovamente un enorme successo.
Oltre a Bourne, si pensò di coinvolgere anche gli altri due ex componenti dei Busted, Matt Willis e Charlie Simpson. Willis si disse disponibile all'idea di unire McFly e Busted in un unico gruppo per un tour, mentre Simpson, al quale né Willis né Bourne avevano rivolto la parola per quasi un decennio, fu sorpreso dalla telefonata dei due, e rifiutò subito l'offerta, sostenendo di preferire la propria carriera solista. A causa di ciò, Willis e Bourne dovettero pagare una cifra a cinque zeri per poter comprare da Simpson la sua parte di copyright sul nome Busted.
Tra il 19 ed il 22 settembre 2013, Willis e Bourne comparvero come ospiti ai concerti commemorativi dei dieci anni di attività dei McFly, che si svolsero alla Royal Albert Hall di Londra. Fu in questa occasione che i sei musicisti si presentarono per la prima volta con il nome di McBusted, suonando due pezzi dei Busted, Year 3000 e Air Hostess, ed uno dei McFly, Shine a Light. Le parti di Simpson vennero interpretate principalmente dal componente dei McFly Danny Jones.
A seguito delle esibizioni, il 7 novembre 2013 fu annunciata una conferenza stampa, prevista per pochi giorni dopo.
Il 10 novembre 2013, Willis, Bourne, ed i quattro componenti dei McFly cambiarono le loro immagini di profilo su Twitter, sostituendole con dei collage delle loro facce, in modo da anticipare che erano in programma progetti che riguardavano McFly e Busted insieme.
L'11 novembre 2013, tramite conferenza stampa, fu annunciato che le due band sarebbero state in tour nelle arene per 11 date nel 2014, con il nome di McBusted, e che il supergruppo avrebbe suonato canzoni sia dei McFly, sia dei Busted. A seguito della conferenza stampa, Simpson annunciò tramite il suo profilo Twitter che non avrebbe preso parte al progetto, ma augurò il meglio ai suoi vecchi compagni. Fu dichiarato al Daily Mirror che la decisione di Simpson era stata presa in condizioni pacifiche con gli altri membri, dopo una discussione tra i tre che aveva portato ad una soluzione che soddisfaceva tutti.
I biglietti per il tour dei McBusted furono messi in prevendita il 14 novembre 2013, e furono esauriti in pochissimi minuti. Il giorno seguente, furono messi in vendita i biglietti rimanenti, che terminarono in meno di quindici minuti. A causa di ciò furono aggiunte altre sei date al tour, a Glasgow, Bournemouth, Londra, Birmingham, Cardiff e Manchester. Il 17 novembre furono aggiunte altre quattro date, ed in seguito, a causa dell'enorme richiesta, ne furono aggiunte altre 14, portando il tour all'enorme estensione di 34 date tra cui Glasgow, Liverpool, Bournemouth, Londra, Newcastle, Nottingham, Leeds, Birmingham, Sheffield, Cardiff, Manchester, Brighton, Dublino e Belfast.
Il 15 novembre 2013, i McBusted si esibirono ufficialmente per la prima volta a Children in Need 2013, dove suonarono i brani All About You, Year 3000, Air Hostess e Shine a Light. Il 24 novembre fu rilasciata una versione del singolo dei McFly Love is on the Radio, cantata da Bourne e Willis. Il 9 dicembre 2013, i McBusted annunciarono che sarebbero stati gli ospiti principali del British Summer Time Hyde Park Festival, previsto per il 6 luglio 2014, al quale avrebbero partecipato insieme a Backstreet Boys, The Vamps e Scouting for Girls.

### Primo tour ed album omonimo (2014)
Il 1 aprile 2014, il batterista Harry Judd confermò in un'intervista che i McBusted avrebbero pubblicato un album.
Il McBusted Tour si svolse da aprile a giugno del 2014, e fu definito dalla stampa "il più grande tour del 2014". Il 16 giugno, poco dopo la fine del tour, i McBusted furono invitati dagli One Direction ad aprire le tappe del loro Where We Are Tour, in sostituzione dei 5 Seconds of Summer, esibendosi così in Danimarca e Francia.
Il 6 luglio, si esibirono al British Summer Time Hyde Park Festival dove, oltre ad esibirsi nel set dei McBusted, Bourne si esibì insieme ai Backstreet Boys sulle note del brano I Want It That Way.
Il 10 settembre 2014 fu annunciato Tourplay, un film-documentario del concerto dei McBusted, che venne proiettato come evento speciale nei cinema Vue Cinemas il 28 ottobre, per un solo giorno. Il 1 aprile 2015, Judd rivelò che i McBusted stavano lavorando ad un album, scritto nel corso di una settimana passata nella casa di Bourne sulle rive del mare della Cornovaglia.
L'8 ottobre seguente, fu rilasciato il primo singolo, Air Guitar, insieme ad un video con il testo ufficiale della canzone. Il singolo venne ritirato il giorno dopo, e poi rilasciato nuovamente nel giro di poche ore, con una modifica (fu aggiunta la voce di Bourne che diceva la frase "And MJ" nella prima strofa). Air Guitar raggiunse la quattordicesima posizione in classifica.
Il 23 ottobre fu annunciato che l'album di debutto omonimo, McBusted, sarebbe stato pubblicato il 1 dicembre. L'album raggiunse la nona posizione in classifica e ottenne la certificazione disco d'oro.
Il 4 novembre 2014 fu annunciato, tramite Twitter e Facebook, un secondo tour per il 2015.

### M.E.A.T. Tour: McBusted's Most Excellent Adventure Tour e scioglimento (2015)
Il 26 gennaio 2015 fu annunciato che il secondo tour dei McBusted si sarebbe chiamato McBusted's Most Excellent Adventure Tour, abbreviato in M.E.A.T. Tour. Il tour si svolse tra il 12 marzo ed il 22 aprile 2015, con 21 date.
Dopo il tour, la band tornò ad aprire i concerti dei One Direction, durante l'On the Road Again Tour, in Europa ed Australia. Durante le tappe in Australia, i McBusted organizzarono e suonarono due propri concerti, a Sydney e Melbourne.
Il 22 giugno 2015 fu pubblicato il DVD del concerto McBusted's Most Excellent Adventure Tour – Live at the O2.
Al termine dei tour, Fletcher dichiarò che i progetti dei McBusted erano giunti al termine, e che la band si sarebbe sciolta prima del 2016 per consentire ai McFly di proseguire con la loro attività musicale. Willis sostenne che i McBusted erano durati troppo, nonostante fossero stati un'esperienza divertente, e che avrebbero potuto fermarsi dopo il primo tour.
Alla fine del 2015, Charlie Simpson tornò a far parte dei Busted, che preferirono da allora concentrarsi sul proprio album. Alla fine del 2019, anche i McFly annunciarono di voler tornare a fare musica per conto proprio, ponendo definitivamente fine alle possibilità che i McBusted potessero tornare insieme.

## Formazione
- James Bourne – voce, chitarra, piano
- Matt Willis – voce, basso
- Danny Jones – voce, chitarra, armonica
- Tom Fletcher – voce, chitarra, piano, ukulele
- Dougie Poynter – voce, basso, chitarra, organo
- Harry Judd – batteria, percussioni

## Discografia
Album studio
- 2014 - McBusted

Singoli
- 2014 - Air Guitar
- 2015 - Get Over It